# فیلرفین
فیلرفین (به هلندی: Veelerveen) یک منطقهٔ مسکونی در هلند است که در بلینگ‌وده واقع شده‌است. فیلرفین ۵۹۰ نفر جمعیت دارد.

## نگارخانه

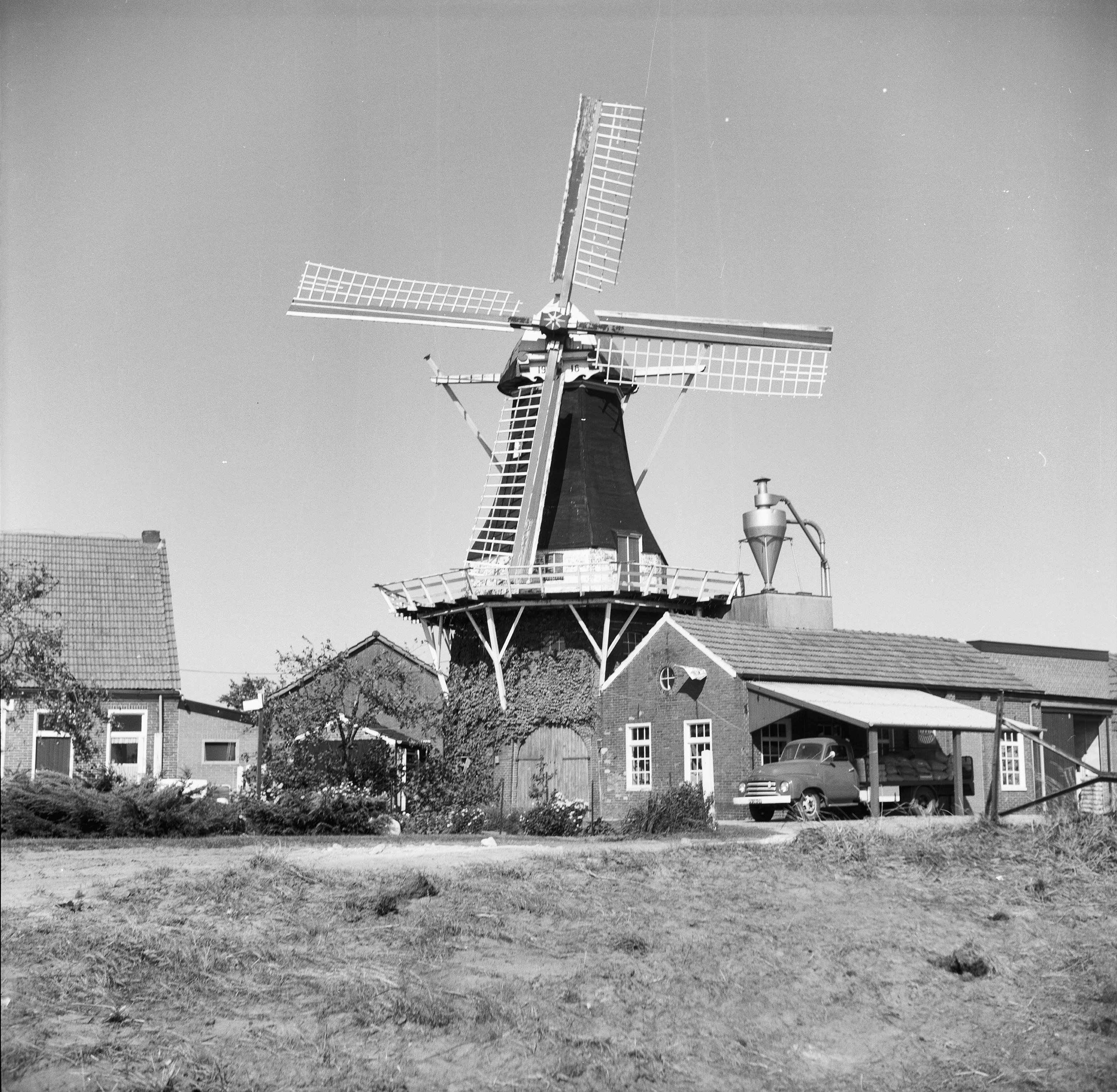
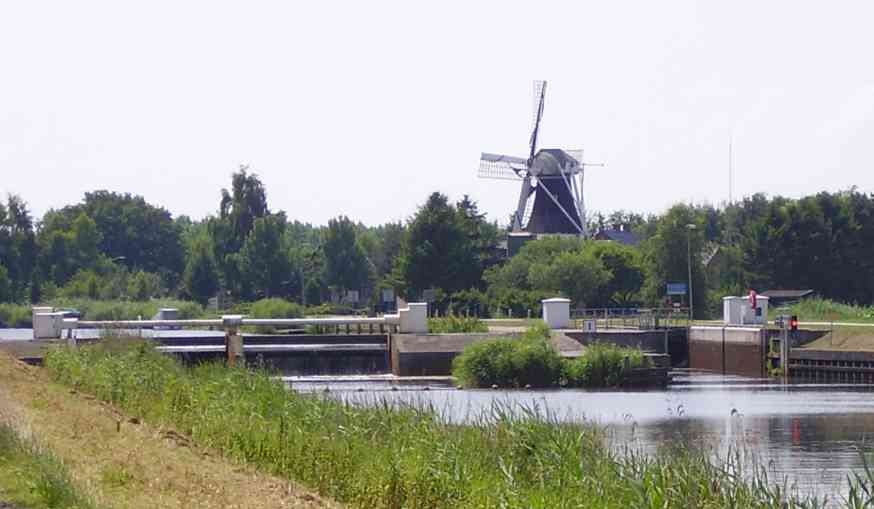